# Kop & Kande
Kop & Kande er en dansk butikskæde, der sælger isenkram og øvrige boligartikler. Kæden er næststørst på det danske marked, kun overgået af Imerco, og omfatter omkring 100 butikker (pr. 2025).
Kæden blev etableret som en indkøbsforening i 1978 af 54 selvstændige isenkræmmere. I 1984 fik samarbejdet navnet Kop & Kande, og i løbet af 1990'erne skabtes et koncept og en mere ensartet profil. Samtidig blev samarbejdet mere forpligtet. I 2000 fusioneres den mindre kæde Køkkengrej ind i Kop & Kande, mens de 14 butikker i Den Aktive Isenkræmmer kommer med i 2018. Kæden Værsgo', der er opstået i forbindelse med nedlæggelsen af Inspiration indfusioneres i 2019.
Isenkræmmerne i Kop & Kande er stadig selvstændige, men er samtidig andelshavere i Kop & Kande a.m.b.a., der har hovedsæde i Skødstrup ved Aarhus.
Kæden forhandler foruden velkendte varemærker sit eget private label, Aldente.
Kop & Kande offentliggør ikke årligt sin samlede omsætning, idet forretningerne er selvstændige, men oplyste i 2017, at den samlede omsætning i kædens butikker havde passeret 1 milliard kroner. Konkurrence- og Forbrugerstyrelsen vurderede i 2017, at Kop & Kande har en markedsandel på 10-15 procent indenfor mid-range/high-end boligartikler.

## I populærkulturen
Politikens satirepalte At tænke sig har mange gange omtalt den fiktive person Gyrithe Snørkelmose, der befinder sig i den ikke eksisterende Kop & Kande-butik i Nærum, hvor hun føler sig chikaneret af indvandrere.